# Arnold Ross
Arnold Ephraim Ross  (nascido Arnold Ephraim Chaimovich; Chicago, 24 de agosto de 1906 – Chicago, 25 de setembro de 2002) foi um matemático estadunidense.
Filho de imigrantes judeus ucranianos nascido em 1906 em Chicago, mudou-se com sua mãe em 1909 para Odessa, onde foi aluno de Samuil Shatunovsky e frequentou também a universidade. A época de sua juventude foi marcada por instabilidade política e fome. Retornou para os Estados Unidos, sendo apesar da falta de qualificação formal admitido por Eliakim Hastings Moore como aluno da Universidade de Chicago. Obteve um doutorado em 1931, orientado por Leonard Eugene Dickson, com a tese On Representation of Integers by Indefinite Ternary Quadratic Forms. No pós-doutorado esteve com Eric Temple Bell no Instituto de Tecnologia da Califórnia (Caltech). Durante a grande depressão lecionou em uma escola experimental (People's Junior College) em Chicago. Em 1931 casou com Bertha (Bee) Horecker. Em 1935 foi professor assistente na Saint Louis University. Na Segunda Guerra Mundial trabalhou para a Marinha dos Estados Unidos. Em 1946 foi coordenador do Departamento de Matemática da Universidade de Notre Dame. Nesta época buscou dentre outros Paul Erdös para a universidade. em 1963 foi professor e diretor do Departamento de Matemática da Universidade Estadual de Ohio (Ohio State University - OSU). Aposentou-se em 1976.